# Пляховая (село)
Пляховая (укр. Пляхова) — село на Украине, находится в Казатинском районе Винницкой области.
Код КОАТУУ — 0521486203. Население по переписи 2001 года составляет 654 человека. Почтовый индекс — 22132. Телефонный код — 4343.
Занимает площадь 1,38 км².
В селе действует храм Праведной Анны Казатинского благочиния Винницкой епархии Украинской православной церкви.

## Адрес местного совета
22132, Винницкая область, Казатинский р-н, с.Пляховая, ул.Советская, 1